# Universitätsarchiv Bielefeld
Das Universitätsarchiv Bielefeld ist eine Einrichtung der Universität Bielefeld. Es verwahrt die bei den Einrichtungen der Universität entstandenen Akten und sonstigen archivwürdigen Unterlagen und macht sie für die Benutzung zugänglich. Ergänzend sammelt das Bielefelder Hochschularchiv Druckschriften, Plakate, Bild- und Tondokumente sowie Nachlässe und unterhält eine kleine Handbibliothek zur Universitätsgeschichte. Das Archivgut umfasst ca. 1.600 laufende Regalmeter, von denen ca. 50 % erschlossen sind. Im Oktober 2024 erfolgte der Umzug des Archivs aus einer Interimslösung in die neuen Büro- und Magazinräume im modernisierten Universitätshauptgebäude. Damit verfügt das Universitätsarchiv erstmals über archivwissenschaftlichen Anforderungen genügende Magazinräume.

## Geschichte
Archivplanungen an der im September 1969 mit weitreichenden Reformansprüchen unter maßgeblichem Einfluss Helmut Schelskys gegründeten Universität waren fast so alt wie die Universität selbst. Bereits 1972 war die Etablierung eines „hochschulpolitischen Archivs“ als reiner Materialsammlung angedacht worden. Anlässlich des bevorstehenden 20-jährigen Universitätsjubiläums beabsichtigte das Rektorat 1987 die Einrichtung einer Veröffentlichungsreihe „Universitätsarchiv“, die – jährlich erscheinend – die Geschichte der Universität und Personenporträts zum Inhalt haben sollte. Schließlich drängte der ehemalige Kanzler und Ehrensenator der Universität, Dr. Eberhard Firnhaber, Ende 1994 auf die Einrichtung eines dauerhaft fachlich geführten Universitätsarchivs. Er argumentierte, dass die in die Jahre gekommene Universität dabei sei, das Wissen um ihre Gründung, das Gründungskonzept und ihre Realisierung zu verlieren. Durch den Aufbau des Universitätsarchivs ab 1996 wurde der Universität eine den gesetzlichen Erfordernissen entsprechende Archivpflege ermöglicht.
Das zunächst mit einem über das Arbeitsamt finanzierten Historiker unter Begleitung des Archivbeauftragten ausgestattete Archiv ist dem Referat für Öffentlichkeitsarbeit der Universität als Arbeitsstelle des Rektorats zugeordnet. Dem Aufbaukonzept folgend wurde zunächst eine 14 Abteilungen umfassende Archivtektonik erarbeitet. In enger Kooperation mit dem Bielefelder Stadtarchiv wurde ein datenbankgestütztes Archivierungssystem erstellt, das Benutzern und Mitarbeitern einen leichteren Zugriff auf die Archivalien als über herkömmliche Findmittel ermöglichen sollte. Während der Aufbauphase konnten bereits Bestände der wichtigsten Universitätsgremien und Einrichtungen übernommen werden. Gleichzeitig musste viel Zeit darauf verwandt werden, den Bekanntheitsgrad des Archivs zu steigern und Bewusstsein für die Aufgaben des als Zentralarchiv für die gesamte Universität geplanten Universitätsarchivs zu wecken. Die Unterstützung durch die Universitätsleitung, u. a. durch eine Rundverfügung des Kanzlers („Vorläufige Regelung zur Sicherung archivwürdigen Materials“), trug erheblich zur Steigerung der Akzeptanz, zur Durchsetzung der Anbietungs- und Ablieferungspflicht sowie zur Verminderung von „wilden“ Kassationen bei. Über die Person des Aufbaubeauftragten, als Universitätskanzler seit Juni 1968 selbst Zeitzeuge von Gründung und Aufbau der „Reformuniversität“ Bielefeld, wurde der Kontakt zu Zeitzeugen aus Gründungsausschuss, Wissenschaftlichem Beirat, Politik und Verwaltung hergestellt. Daraus resultierende Interviews ergänzten die Überlieferung zur Universitätsgeschichte ebenso wie Aktenübernahmen aus dem Umfeld der Universität, z. B. durch den ersten Vorsitzenden der Westfälisch-Lippischen Universitätsgesellschaft, Rudolf-August Oetker. Allerdings zeigen beträchtliche Aktenverluste aus der Gründungszeit auch, dass bis zur Einrichtung des Archivs ein fast schon zu großer Zeitraum vergangen war.
Im Jahr 2002 wurde eine Vollzeitstelle für den Archivar, der bereits den Aufbauprozess fachlich begleitete, eingerichtet. Den Verlust einer weiteren – 2014 eingerichteten – Stelle im gehobenen Dienst im Jubiläumsjahr 2019, konnte das Archiv zum Teil durch eine Projektstelle „Digitalisierung“, die eine Folge der zunehmenden Digitalisierungsmaßnahmen an der Universität war, ausgleichen.
Seit 2015 betreut das Universitätsarchiv die Erschließung des Nachlasses von Niklas Luhmann fachlich mit. Der Nachlass wird in einem von der DFG geförderten Projekt gesichtet, erschlossen, verzeichnet und für die Öffentlichkeit präsentiert. Über das Projekt kann man sich auf den Webseiten des Luhmann-Projektes informieren.

## Bestände
Ende 2024 befanden sich 119 verzeichnete Bestände mit ca. 25.000 Archiveinheiten im Universitätsarchiv. Einen Anteil von gut 10 Prozent davon weist die Bestandsgruppe „Zentrale Organe / Universitätskommissionen“ (u. a. Gründungsausschuss / Wissenschaftlicher Beirat, Konvent, Senat, Rektorat und Referat für Öffentlichkeitsarbeit) auf. Darüber hinaus ist die Bestandsgruppe „Aufbau und Planung“, die in erster Linie Fremdprovenienzen enthält, für die Planungs- und Gründungsphase der Universität Bielefeld besonders aussagekräftig, wie auch der bereits erwähnte Bestand der Universitätsgesellschaft. Neben Beständen aus der Abteilung „Verwaltung“ und Abgaben der einzelnen Fakultäten sowie Unterlagen der Vorgängereinrichtungen Pädagogische Akademie Bielefeld und Pädagogische Hochschule Westfalen-Lippe, Abteilung Bielefeld (1980 in die Universität integriert), befinden sich noch wichtige (Teil-)Nachlässe von Personen der Universitätsgeschichte im Archiv, u. a. von Helmut Schelsky und von Karl Peter Grotemeyer. Weiterhin verwahrt das Universitätsarchiv einige Nachlässe, die man hier nicht vermuten würde, u. a. von Mathilde Vaerting, Georg Simmel oder Gottfried Salomon-Delatour. Ferner existieren laufend erweiterte universitätsgeschichtliche Sammlungen, wie Druckschriften, biographische Sammlung, Zeitungsausschnitte, Plakate, Flugblätter, Fotos und Filme, die ungefähr ein Drittel der Archiveinheiten ausmachen. Eine ausführliche Beständeübersicht ist online verfügbar.